# 南豫州 (南梁)
南豫州，中国古代的州。
南豫州寿阳失陷後，南朝梁将南豫州并入豫州，526年，在合肥设南豫州。547年，以合肥为合州，寿春为南豫州。555年，江北归属东魏，南梁的南豫州迁到宣城郡，东魏改南梁的南豫州为扬州，隋文帝开皇九年改为寿州。